# 学校法人公文学園
学校法人公文学園（がっこうほうじんくもんがくえん）

## 概要
公文国際学園中等部・高等部（神奈川県横浜市）、のびてゆく幼稚園（大阪府高槻市）を運営する学校法人で、スイス公文学園（スイスヴォー州レザン）の設置者である。学習塾「公文式」を展開する公文教育研究会の創立者でもある公文公が創立した。

## 教育理念
本学園は、個々の人間に与えられている可能性を発見し、その能力を最大限に伸ばすことにより、世界の平和と真の繁栄のために国際社会で活躍できる、 健全にして有能な人材の育成を図り、社会に貢献します。

## 教育目標
- 「豊かな個性と確たる自立心を持つ人間の育成」
- 「創造性あふれる発想と高度な学力を持つ人間の育成」
- 「国際社会で活躍できる広い視野と行動力を持つ人間の育成」[2]